# Subparictis
Subparictis — вимерлий рід хижих ссавців родини Subparictidae, що населяв Північну Америку.

## Таксономія та еволюція
Subparictis спочатку був описаний як підрід Parictis для Parictis (Subparictis) gilpini в 1972 році. Він також включав три інші види: S. dakotensis, який вперше був описаний у 1936 році; S. parvus, який вперше був описаний у 1967 році; і S. montanus, який був описаний у тій же статті 1972 року, що назвали підрід.
Рід Parictis було переглянуто, а Subparictis піднято до повного роду в результаті широкого переопису в 1996 році. Станом на 2023 рік його віднесено до ранньої арктоїдної родини Subparictidae.